# Varogne
Varogne é uma comuna francesa na região administrativa de Borgonha-Franco-Condado, no departamento de Alto Sona. Estende-se por uma área de 4,41 km². Em 2010 a comuna tinha 155 habitantes (densidade: 35,1 hab./km²).